# Sommette-Eaucourt
Sommette-Eaucourt település Franciaországban, Aisne megyében. Lakosainak száma 177 fő (2022. január 1.). Sommette-Eaucourt Beaumont-en-Beine, Cugny, Dury, Ollezy, Pithon, Brouchy és Ham községekkel határos.

## Népesség
A település népessége az elmúlt években az alábbi módon változott:
| Lakosok száma | 172  | 139  | 150  | 139  | 166  | 186  | 193  | 181  | 175  | 177  |
|               | 1968 | 1982 | 1990 | 2006 | 2013 | 2015 | 2017 | 2019 | 2020 | 2022 |